# Sony Xperia E4
Sony Xperia E4 (модельні номери — E2115, E2114, E2105, E2104, кодове ім'я — Jasmine) — це смартфон на базі Android, розроблений і виготовлений компанією Sony Mobile Communications. Це бюджетний пристрій середнього класу з 5-дюймовим дисплеєм qHD IPS, 5-мегапіксельною камерою та фронтальною камерою на 2 Мп з автоматичним розпізнаванням сцени. Як і інші телефони Sony, E4 має власний дизайн «Omni-Balance». Він був анонсований у лютому 2015 року. Xperia E4 має варіант із подвійною SIM-картою під назвою Xperia E4 Dual і свого роду LTE-наступника, яким є Sony Xperia E4g. Наступник Sony Xperia E5, завершив серію бюджетних смартфонів E.

## Характеристики смартфону

### Апаратне забезпечення
Смартфон працює на базі чотириядерного процесора MediaTek MT6582, що працює із тактовою частотою 1,3 ГГц, 1 ГБ оперативної пам’яті і використовує графічний процесор Mali 400 MP2 для обробки графіки. Пристрій також має внутрішню пам’ять об’ємом 8 ГБ, із можливістю розширення карткою microSDHC до 32 ГБ. Апарат оснащений 5 дюймовим (130 мм відповідно) екраном із розширенням 960 x 540 пікселів, із щільністю пікселів на дюйм — 220 ppi, що виконаний за технологією IPS LCD. В пристрій вбудовано 5-мегапіксельну основну камеру, яка підтримує HDR-зображення, що може знімати 1080p-відео із частотою 30 кадрів на секунду, фронтальна камера на 2 Мп, знімає відео 720p із такою ж частотою, 30 кадрів на секунду. Дані передаються через роз'єм microUSB 2.0 а через бездротові модулів, то Wi-Fi (802.11 b/g/n), Bluetooth 4.1, вбудована антена стандарту GPS з A-GPS, проте на відмінно від попередника, позбувся GLONASS і NFC. Весь апарат працює від Li-ion акумулятора ємністю 2300 мА·год, що може пропрацювати у режимі очікування 653 годин, у режимі розмови — 12 годин, і важить 144 грами.

### Програмне забезпечення
Смартфон Sony Xperia E4 постачався із встановленою Android 4.4.4 «KitKat» з інтерфейсом користувача від Sony та додатковими програмами, включаючи медіа-програми Sony (Walkman, Альбоми й Фільми). Крім того, пристрій також включає режим Stamina від Sony, який збільшує час роботи телефону в режимі очікування до 4 разів, і режим Ultra Stamina, який рекламуючи, забезпечує до 2 днів автономної роботи при середньому використанні. Декілька програм Google (наприклад, Google Chrome, Google Play, Google Now, Google Maps і Google Talk) уже попередньо завантажені. 
Оновлення до наступної версії Android, смартфон таки не отримав.

## Програмні збої
У Xperia E4 виникав програмний збій, через який пристрій не реагував на клацання фізичної кнопки живлення.  Цей програмний збій не виправлений, на момент написання статті та стосується лише кількох пристроїв.
Деякі користувачі Xperia E4 скаржилися на те, що акумулятор розряджався занадто швидко, попри ввімкнений режим Stamina. Існує інформація, що вирішували проблему шляхом скидання пристрою до заводських налаштувань.